# 昆士蘭州東南部
昆士蘭州東南部（South East Queensland；SEQ）是澳大利亞昆士蘭州的地域統稱，全境人口佔州內達2/3的比例；轄境有22,420平方公里，北自陽光海岸，南接黃金海岸與新南威爾斯州－堤維德岬的邊界，西與另一州內主要城市－圖翁巴為鄰。

## 人文
根據2007年的人口預估，昆士蘭東南（SEQ）有居民277萬，平均1/8的澳大利亞人口集中於此，顯示著SEQ是個高都市化、人口多集中於沿海的地區；其中全境90％的居民集中於布里斯本、黃金海岸和陽光海岸等3座主要城市。

## 地方政府區域
請注意：儘管圖翁巴與昆士蘭東南關係密切，惟不納此於SEQ之列
另請注意：堤維德岬屬於新南威爾斯州，然而因發展與黃金海岸的交通、觀光和環境等息息相關，因此總體計劃上，昆士蘭東南時常列入總體施政考量

## 外部連結
- SEQ歷史 （页面存档备份，存于） 發展沿革
- 昆士蘭東南之地方首長資料 （页面存档备份，存于）